# Can't Keep My Hands off You
Can't Keep My Hands off You è un singolo dei Simple Plan, il primo estratto dal loro quarto album in studio Get Your Heart On!, pubblicato il 31 marzo 2011 dalla Atlantic Records.
La canzone vede la partecipazione di Rivers Cuomo, cantante e chitarrista solista degli Weezer. Esiste però una versione registrata senza Cuomo, inserita nella colonna sonora del film Prom - Ballo di fine anno.

## Video musicale
Il 20 aprile 2011 è stato pubblicato il video ufficiale per il singolo diretto da Frank Borin, che vede i Simple Plan esibirsi in una scuola superiore, con tutti gli studenti che assistono al concerto. Rivers Cuomo non compare nel video.

## Tracce
1. Can't Keep My Hands off You (feat. Rivers Cuomo) – 3:21

## Formazione
Simple Plan
- Pierre Bouvier – voce
- Jeff Stinco – chitarra solista
- Sébastien Lefebvre – chitarra ritmica, voce secondaria
- David Desrosiers – basso, voce secondaria
- Chuck Comeau – batteria, percussioni

Altri musicisti
- Rivers Cuomo – voce

## Classifiche
| Classifica (2011) | Posizione massima |
| ----------------- | ----------------- |
| Australia         | 45                |
| Canada            | 70                |